# Hylopetes nigripes
Hylopetes nigripes är en däggdjursart som först beskrevs av Thomas 1893.  Hylopetes nigripes ingår i släktet Hylopetes och släktgruppen flygekorrar. IUCN kategoriserar arten globalt som nära hotad.
Inga underarter finns listade i Catalogue of Life. Wilson & Reeder (2005) skiljer mellan två underarter.
Arten är med en absolut längd av 59 till 63 cm, inklusive en 33,5 till 36 cm lång svans en stor ekorre. Den har 5,3 till 5,9 cm långa bakfötter och 3,5 till 3,7 cm stora öron. Den mjuka och tjocka pälsen på ovansidan har en brun färg, ibland med några vita punkter. Den långa svansen har en mörkbrun till svart färg. Liksom hos andra flygekorrar förekommer en flygmembran mellan de främre och de bakre extremiteterna. Membranens bakre del är fäst vid en broskig hälsporre (calcar).
Denna flygekorre lever på Palawan och på mindre öar i västra Filippinerna. Habitatet utgörs av olika slags skogar. Individerna är aktiva på natten och vilar i trädens håligheter. Djurets påfallande läte hörs ofta på kvällen.